# Xysticus xerodermus
Xysticus xerodermus is een spinnensoort uit de familie van de krabspinnen (Thomisidae).
De wetenschappelijke naam van de soort werd in 1913 gepubliceerd door Embrik Strand.